# Robert Love Taylor
Robert Love Taylor, född 31 juli 1850 i Carter County, Tennessee, död 31 mars 1912 i Washington, D.C., var en amerikansk demokratisk politiker. Han var guvernör i delstaten Tennessee 1887-1891 och 1897-1899. Han representerade dessutom Tennessee i båda kamrarna av USA:s kongress. Han var bror till Alfred A. Taylor som var guvernör i Tennessee 1921-1923. Deras far Nathaniel Green Taylor var ledamot av USA:s representanthus 1854-1855 och 1866-1867.
Taylor studerade juridik och inledde 1878 sin karriär som advokat i Tennessee. Han representerade Tennessees 1:a distrikt i representanthuset 1879-1881. Fadern hade tidigare representerat samma distrikt som whig och brodern Alfred A. Taylor representerade distriktet 1889-1895 som republikan.
Robert Love Taylor förlorade i 1880 och 1882 års kongressval mot republikanen Augustus Herman Pettibone. Taylor efterträdde 1887 William B. Bate som guvernör i Tennessee efter att ha besegrat brodern Alfred i 1886 års guvernörsval. Valet som stod mellan de två bröderna Taylor blev känt som Rosornas krig (War of the Roses) efter händelsen i brittiska medeltida historia. Taylor ställde upp till omval och vann trots att han inte trivdes särskilt bra i guvernörsämbetet. Demokraterna i Tennessee övertalade honom att ställa upp ännu i 1896 års guvernörsval. Han vann även det valet.
Taylor var ledamot av USA:s senat från 1907 fram till sin död. Att bli senator hade varit hans dröm redan i början av karriären. Hans ursprungliga gravplats var på Old Gray Cemetery i Knoxville. Gravplatsen flyttades 1938 till Monte Vista Cemetery i Johnson City bredvid brodern Alfred.